# Липьянский, Ян
Ян Липьянский (словац. Ján Lipiansky; род. 23 июля 1974 года, Братислава, Чехословакия) — словацкий хоккеист, центральный нападающий.

## Карьера
Воспитанник хоккейной школы «Слован» (Братислава). Выступал за «Слован» (Братислава), «Герши Берс» (АХЛ), ХК «Карловы Вары», «Эссят» (Пори), «Таппара» (Тампере), «Словнафт» (Всетин), ХК «Амбри-Пиотта», «Кассель Хаскис», ХК «Кошице», ХКм «Зволен».
В чемпионатах Словакии — 545 матчей (225+229), в плей-офф — 103 матчей (39+57). В чемпионатах Германии — 17 матчей (1+1), в плей-офф — 7 матчей (2+2).
В составе национальной сборной Словакии провел 31 матч (6 голов); участник чемпионата мира 1999 (6 матча, 0+0). В составе молодежной сборной Словакии участник чемпионата мира 1994. В составе юниорской сборной Чехословакии, участник чемпионата Европы 1992.